# 이키쓰키섬

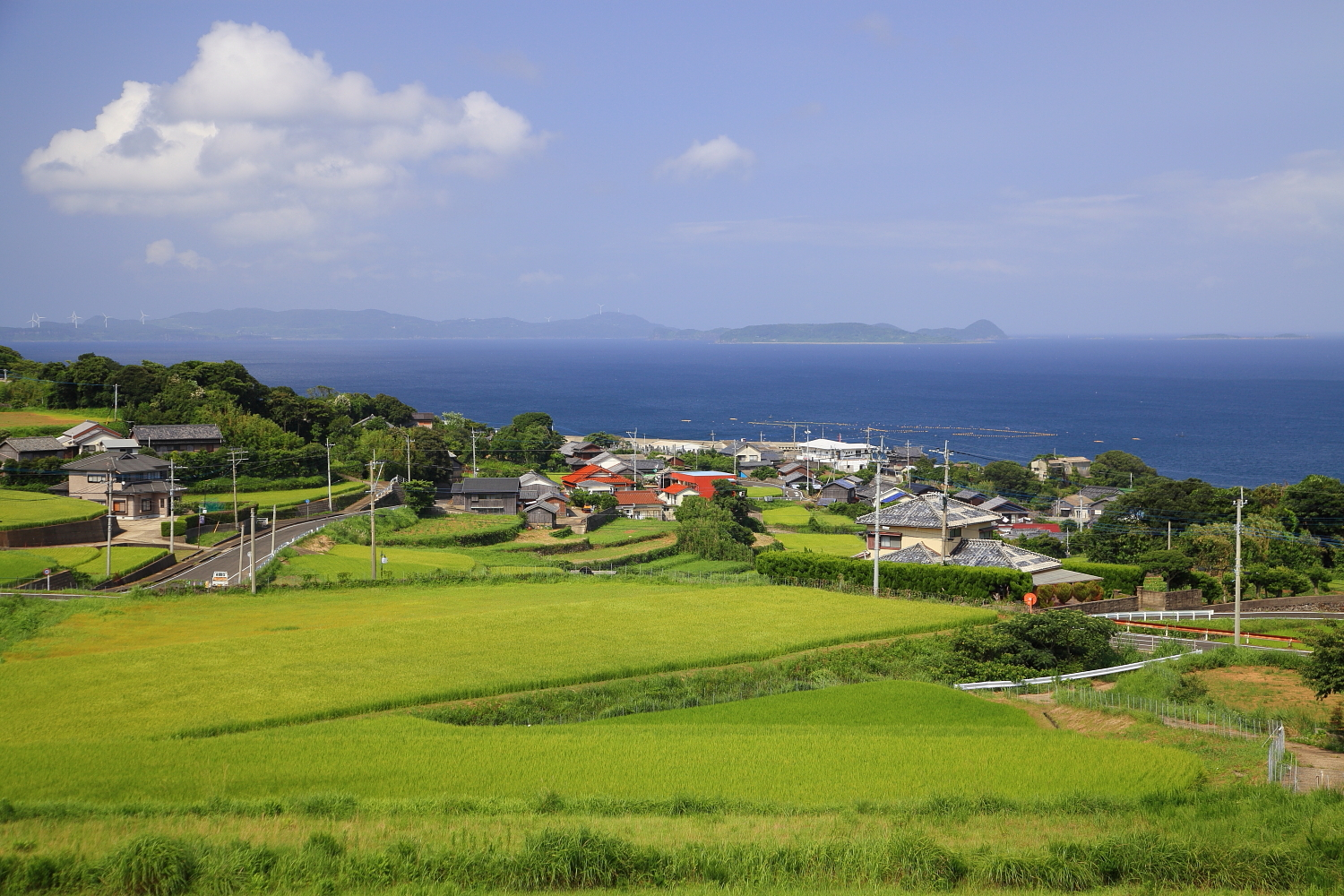

이키쓰키섬은 일본 규슈 나가사키현에 위치해 있는 섬이다. 이 섬은 히라도섬의 북쪽에 위치해 있다. 이 섬 주변에는 여러 유인도, 무인도로 깔려 있다. 이 섬은 대교로 히라도섬에 연결되어 있다. 이 섬의 남서쪽에는 고토 열도가 위치해 있다.